# Elydnus crinicornis
Elydnus crinicornis är en skalbaggsart som beskrevs av Hüdepohl 1989. Elydnus crinicornis ingår i släktet Elydnus och familjen långhorningar. Inga underarter finns listade i Catalogue of Life.